# Tom & Viv - Nel bene, nel male, per sempre
Tom & Viv - Nel bene, nel male, per sempre (Tom & Viv) è un film del 1994 diretto da Brian Gilbert.
La pellicola è ispirata al dramma del 1984 di Michael Gerald Hastings incentrato sulle vicende del primo matrimonio del poeta T. S. Eliot.

## Trama
Mentre frequenta l'Università di Oxford nel 1914, il giovane americano Thomas Stearns Eliot conosce l'aristocratica Vivienne Haigh-Wood. I due si sposano poco dopo, ma è solo nel matrimonio che Tom scopre il lato oscuro di sua moglie: Viv soffre di un estremo squilibrio ormonale che provoca sbalzi d'umore selvaggi e comportamenti imprevedibili. La carriera poetica di Eliot decolla, ma il comportamento di Viv diviene sempre più difficile da gestire e la scelta dolorosa del ricovero diventa alla fine l'unica soluzione.

## Distribuzione
Il film venne distribuito in Gran Bretagna il 15 aprile 1994; negli Stati Uniti venne presentato in anteprima al Chicago International Film Festival nell'ottobre dello stesso anno.

## Riconoscimenti
- 1995 - Premio Oscar
  - Candidatura Miglior attrice protagonista a Miranda Richardson
  - Candidatura Miglior attrice non protagonista a Rosemary Harris
- 1995 - Golden Globe
  - Candidatura Miglior attrice in un film drammatico a Miranda Richardson
- 1994 - British Academy Film Awards
  - Candidatura Miglior attrice protagonista a Miranda Richardson
- 1994 - National Board of Review Award
  - Migliori dieci film
  - Miglior attrice protagonista a Miranda Richardson
  - Miglior attrice non protagonista a Rosemary Harris